# Famille Flanders
 (avril 2024).
Si vous disposez d'ouvrages ou d'articles de référence ou si vous connaissez des sites web de qualité traitant du thème abordé ici, merci de compléter l'article en donnant les références utiles à sa vérifiabilité et en les liant à la section « Notes et références ».
La famille Flanders est une famille fictive de la série animée télévisée Les Simpson. C'est une famille très religieuse composée de Ned, le père, Maude, la mère morte, Edna, la seconde belle-mère morte elle aussi, et de leurs deux fils Rod et Todd. Ils vivent au 740 Evergreen Terrace, ce qui fait d'eux les voisins directs de la famille Simpson.

## Ned Flanders
Ned est le père de la famille. Il est présenté comme un chrétien protestant presbyluthérien (contraction humoristique du presbytérianisme, forme écossaise des Églises réformées, et du luthéranisme) extrêmement dévot ; il est souvent utilisé pour satiriser le fanatisme religieux. Il critique, à divers moments, les baptistes qui sont eux aussi protestants, mais évangéliques. En effet, lorsqu'il pense vendre la maison des Simpson (que, dans un épisode, il a faite sienne par achat, à la suite d'un défaut de recouvrement de dette des Simpson), il se réjouit qu'elle reviendra à « des chrétiens, mais pas baptistes ». Il constate, dans Adieu Maude, à la fin de l'épisode, entendant dans l'église des guitares électriques, que le révérend s'est fait embobiner « par des marginaux ». Ned Flanders tente dans un épisode de baptiser Bart et Lisa par aspersion, ce que les baptistes ne font jamais ; la pratique de ces derniers étant celle de l'immersion. À cet égard, il est toutefois intéressant de noter que ses fils ont un jeu vidéo de Billy Graham, pourtant évangélique. Il n'est pas catholique et tente de dissuader, avec le révérend Lovejoy, Bart et Homer de se convertir à la religion romaine. Ses rapports à la religion sont très forts ; toujours présent au culte (il a voulu le manquer après la mort de sa femme, mais il s'en est finalement repenti et s'y est rendu), il consulte tout le temps la Bible et la respecte au plus près du texte pour savoir comment agir, « même les passages contradictoires ». Cela le conduit à appeler fréquemment le révérend Lovejoy pour des questions d'ordre religieux. Celui-ci, souvent dérangé tard ou pendant qu'il est occupé, lui répond la plupart du temps expéditivement ; soit il lui indique au hasard un passage de la Bible, soit il lui propose de changer de religion. Ces questions religieuses peuvent parfois avoir des liens assez durs à comprendre en rapport avec le christianisme : ainsi, il a déjà appelé Lovejoy en disant « J'ai avalé un cure-dent ». Dans Mona de l'au-delà il dit à Homer qui vient de perdre sa mère que nul ne revient des morts, à part Dieu sous forme de pain.
Il est grand, du moins plus que son voisin Homer, porte toujours le même pull vert, un pantalon gris et des lunettes. Il est surtout reconnaissable par sa moustache marron en demi-cercle. Il a un torse mince et très musclé, comme on peut le voir dans l'épisode Adieu Maude, Diablesses chez Ned.com ou encore Un Tramway nommé Marge. Il est affublé de tics de langage, « Sala-Sali-Salut cher voisinou » voulant dire « Salut ! », « Mon voisinou » pour « Mon voisin ». Dans la version québécoise, il insère un « ti-dli-di » ou équivalent dans la plupart de ses phrases. Il est rare que Ned se montre vulgaire. Cependant, cela lui arrive, par exemple dans l'épisode Le Vrai Descendant du singe, Une crise de Ned, Robotflop ou Bart des ténèbres (selon sa famille)
Il supporte tous les ennuis sans broncher et est toujours prêt à aider son prochain : cependant, il avouera qu'il y a deux choses qu'il déteste plus que tout au monde et qui le mettent dans un colère folle quand il en parle : la poste car, selon ses mots, « ça va trop vite », et ses parents, archétypes de la beat generation. Le seul épisode où il laisse vraiment exploser sa colère est dans Future Drama, dans lequel la machine à prédiction du professeur Frink le montre plus de huit ans dans le futur. On ne le voit que sous forme d'une photo, sur laquelle il est train d'assassiner Homer avec un sabre japonais, et la légende sur le côté indique La revanche de Flanders.
Il a été élevé par ses deux parents à New York. Dans son jeune âge, Ned était un vrai garnement, ses parents détestaient l'autorité et ne faisaient rien pour le maîtriser, si bien que, un jour, ses parents l'ont confié à un psychologue adepte de la fessée. Ce qui le rend par la suite incapable d'exprimer la moindre agressivité, et fait apparaître son « tic » de langage lorsqu'il ressent une émotion forte comme la fureur ou l'étonnement. L'expression la plus connue de ce tic est Diddly dans la version originale, sans doute pour dire did (« a fait » en anglais), comme le suggère le spécial Halloween I Know What You Diddly-didily-did (allusion au film, en français, Souviens-toi... l'été dernier) où Marge écrase accidentellement Flanders en voiture, une nuit de brouillard.
Ned travaillait dans l'industrie pharmaceutique avant d'arrêter et d'ouvrir un magasin appelé le « Palais du Gaucher » (Gauchariat au Québec, Leftorium en anglais), spécialisé dans la vente de produits conçus spécifiquement pour les gauchers.
Il a rencontré Homer pour la première fois en le prenant en auto-stop avec Marge à peine deux heures après son mariage avec Maude.
Il est âgé de 60 ans, dans l'épisode Fiesta à Las Vegas. Si l'on s'en réfère au diplôme qu'Homer lui a volé, il a intégré la Oral Roberts University, qui est la plus grande école religieuse des États-Unis, et en est sorti diplômé. Dans l'épisode Diablesses chez Ned.com, il se déclare être républicain. On apprend aussi qu'il a un frère homosexuel Kevin Flanders (S21E5 - Le Diable s'habille en Nada).
Dans l'épisode Un ennemi très cher, il devient principal de l'école primaire de Springfield après le renvoi du principal Skinner. Mais, par manque d'autorité et d'expérience, il n'arrive pas à faire régner l'ordre parmi les élèves. Il est finalement renvoyé après que l'inspecteur Chalmers l'a entendu faire prononcer une prière aux élèves. Il a également assuré le poste d'entraîneur de l'équipe de football américain junior de Springfield.
Dans la série des « Horror Show », qui sont les épisodes spéciaux d'Halloween, Ned prend l'apparence du diable en affirmant que c'est toujours la personne que l'on soupçonne le moins. Il a également été le maître du monde, loup-garou, et se fait tuer dans plusieurs autres épisodes.
Dans l'épisode Les Simpson dans trente ans, il a 90 ans et est aveugle à cause des effets secondaires d'une chirurgie au laser. Dans l'épisode Mon voisin le Bob, on apprend qu'il a un frère, Ted Flanders, qui a deux filles.
Il est un fan des Beatles ; on le voit lors d'un épisode où Bart et Milhouse entrent par effraction dans sa maison et la vandalisent. Ils se réfugient alors dans une chambre où ils trouvent de nombreux produits dérivés à l'image du groupe (figurines du groupe, guitares, etc.). Il dit même qu'ils étaient plus grands que Jésus-Christ, référence à une citation véridique de John Lennon en 1966 qui déclarait au sujet des Beatles : « Nous sommes plus populaires que Jésus-Christ, désormais. »
Après la mort de Maude, il essaya de rencontrer d'autres femmes, dont une chanteuse de rock chrétien avec qui il eut une relation platonique et une célébrité d'Hollywood qui rompit lorsqu'il lui proposa de l'épouser. Il fut également marié à une femme rencontrée à Las Vegas dans l'épisode Fiesta à Las Vegas : il l'abandonna, mais elle revint à Springfield pour renouer avec lui, mais elle finit par s'enfuir en voyant qu'il était « trop parfait ».
La plupart du temps, Ned cherche à être le plus chaleureux et ouvert possible face aux Simpson, malgré l’attitude souvent odieuse d’Homer à son égard. Il peut cependant se montrer plus intégriste et mépriser ses voisins qui n’ont pas sa même rigueur morale. Alors que lui et son épouse sont persuadés que Dieu a procédé à un nouveau déluge pour noyer les coupables dans Le Chef-d'œuvre d'Homer, sa réjouissance se transforme en déception après avoir vu Homer toujours vivant. La relation entre Homer et Ned pourrait être résumée en deux mots lorsque Homer le qualifie, dans la saison 21, de son « pire ami ». Ned est cependant beaucoup plus clément envers les enfants Simpson et est prêt à être leur nouveau patriarche, comme on peut le constater dans Le Foyer de la révolte ou Les Simpson, le film. Dans l'épisode Les Ned et Edna unis (saison 23 épisode 21), on apprend que Ned a épousé Edna Krapabelle. Néanmoins, on apprend dans l'épisode L'Homme qui en voulait trop (saison 25 épisode 13) qu'Edna est morte, car on voit Ned qui rêve qu'il danse un tango avec sa femme et lorsqu'elle prononce son fameux « Ha ! », il se réveille, un brassard noir en signe de deuil au bras et il regarde une photo d'elle en disant « ce rire me manque... ».

## Maude Flanders
Maude Flanders était la femme de Ned. Comme son mari, elle était une chrétienne convaincue et partageait les vues de son mari sur la religion. Homer Simpson la trouvait très séduisante (ce fait est rappelé à maintes reprises dans la série et on sait que Moe pense la même chose). Elle s'est occupée des cours de catéchisme afin de préparer les âmes pour le jugement dernier et a milité activement avec Marge pour la suppression d'Itchy et Scratchy.
Elle est morte dans un tragique accident (Adieu Maude épisode 14 de la saison 11). À la demande d'Homer, des animatrices tiraient des bombes cadeaux contenant des t-shirts ; elle a été frappée au thorax par l'une d'elles, alors qu'elle venait de se lever, basculant ainsi du haut de la tribune du circuit automobile.
Nous apprendrons plus tard par Ned dans l'épisode Élémentaire, mon cher Simpson, que le jour du décès de Maude, le couple s'était disputé au sujet de serviette de salle de bain à leurs initiales. Une dispute que revit Ned tous les jours en boucle avec une énorme culpabilité.
Plusieurs mois après le décès de Maude, Ned fait de nouveau la rencontre de Rachel Jordan, celui-ci l'invite chez lui, on remarque alors des centaines photos de Maude dans la maison des Flanders sont encore présent. Dans la nuit Ned, coupe les cheveux de la jeune femme pour qu'elle puisse ressembler à sa défunte épouse. À la suite de cela, Ned fait la découverte d'un carnet ainsi que d'une passion qu'avait Maude qu'était le dessin ainsi que son vœu de voir un jour un parc d'attraction chrétien. Les Flanders ainsi que les Simpsons parviennent à construire le parc de Ferveurland dans l'épisode Le Miracle de Maude en sa mémoire. Une grande statue à son effigie se trouve dans le parc ainsi que des masques avec son visage. Les habitants de Springfield parviennent à avoir des visions devant la statue, ils commencent alors à proclamer son nom ainsi qu'à lui demander des visions. Par la suite Flanders découvre que c'est un gaz qui provoque ces hallucinations et cela conduira à la fermeture du parc. Son rêve de créer un parc à thème basé sur la chrétienté a été réalisé après sa mort par Ned Flanders qui l'a immortalisée avec la devise : « Elle nous a enseigné le plaisir de la honte et la honte du plaisir. »  
Lors de l'épisode Simpson Horror Show XIII de la saison 14, la famille Simpson accompagnée de Ned fait une séance de spiritisme et c'est alors que Maude apparaît en fantôme. C'est le grand retour du personnage depuis sa mort
Elle réapparaît une autre fois dans un épisode ultérieur aux côtés de Dieu et de Jésus au paradis, regardant Ned qui, grâce à Marge apprenait à faire confiance à ses enfants. Elle dira à Ned (qui ne l'entend pas) qu'elle l'aime et qu'elle restera toujours en haut pour le regarder. Par ailleurs Dieu et un golfeur nommé Bob se moqueront du fait que son fils Rod soit homosexuel (épisode Bart a deux mamans, saison 17).
Elle apparaît aussi dans la saison 20 lors d'un flash-back racontant la première rencontre entre elle et son mari et Homer et Marge (épisode Souvenirs dangereux). Elle apparaît encore une fois, dans la saison 23 lors du Horror show, où elle campe la femme du diable alors que Ned était un tueur en série (en référence à la série Dexter).
Maude apparaît lors de la Saison 23, dans Le Futur passé sous les traits d'un fantôme cette fois-ci aux côtés de Ned, qui indique qu'il s'est remarié avec Maude depuis que Edna est décédée par la faute accidentelle de Homer encore une fois. Maude prend la parole à son tour pour dire à Ned que Dieu n’existe pas et qu'il s'agit en réalité d'un néon lumineux et futile.
Deux autres flashbacks vont faire revenir Maude, dans l'épisode Les enfants se battent bien de la saison 26 et l'épisode Fland canyon de la saison 27 où Homer raconte comment il y a très longtemps, sa famille et la famille Flanders ont participé à un voyage dans le Grand Canyon.
Actuellement Maude revient en tant que fantôme auprès de Ned et semble être à présent en concurrence avec Edna (en fantôme également) pour l'amour de Ned (épisode Souvenirs d'enfance, Le Blues de Moho).
Nous pouvons également voir apparaître sa tête sur une pique au côté de Ned dans l'épisode Les Serfson, qui est une parodie à la série Game of Thrones.
Sa dernière apparition se trouve dans l'épisode Ha-Ha Land, où Maude est un ange et danse avec les autres personnages morts de la série.

## Les enfants Todd et Rod
Todd (le plus jeune) et Rod sont les deux enfants de la famille Flanders. Ils ont deux ans d'écart. On suppose que leur père les a ainsi prénommés en raison de la prononciation proche de God, en anglais « Dieu ». On peut par ailleurs supposer qu'il s'agisse (comme Marge pour Marjorie, Bart pour Bartholomew, Lisa pour Elizabeth ou Maggie pour Margaret) de diminutifs.
Dans les premières saisons, ils font partie des élèves de l'école primaire de Springfield tout comme Bart et Lisa Simpson. Mais, par la suite, on découvre qu'ils suivent des cours à domicile par correspondance. Du fait de l'éducation qu'ils ont reçue, ils sont très proches de leur père tant sur le plan religieux que sur le plan de l'épanouissement. Leur jeu préféré est de se poser des questions sur la Bible pour tester leurs connaissances religieuses.
Par ailleurs, Rod est diabétique. Dans certains épisodes se déroulant dans le futur, Rod et Todd sont devenus homosexuels (Les Simpson dans trente ans). Rod avait une fois dit à son père qu'il était jaloux des filles car elles pouvaient mettre des robes. Dans Bart a deux mamans, Rod demande à Bart ce que signifie « gay », Bart lui dit que c'est quand on a perdu la peur de quelque chose et Rod se met à crier « Je suis gay, papa ! Je suis gay ! Madame Simpson m'a rendu gay ! ».
Cependant certains détails montrent qu'ils n'ont pas toujours été homosexuels. Ainsi, dans l'épisode Homer et sa bande, on sait qu'ils regardent Lisa prendre sa douche dans le jardin et, dans d'autres épisodes, on apprend qu'ils ont, ou du moins qu'ils ont eu, des petites copines. Dans Le Péché de Ned, Ned se voit en rêve à Hollywood, paradis de la luxure ; un cabriolet sport s'arrête près de lui et ses deux fils, devenus grands, heureux et accompagnés de starlettes (de vraies bombes sexuelles), lui crient qu'ils sont devenus producteurs de cinéma... et juifs, ce qui enrage Ned... Enfin dans l'épisode "Diablesses chez Ned.com", Ned souhaite retourner à Springfield après une visite d'Homer à Humbleton et appelle ses enfants. Todd est réticent car il dit avoir une petite amie, ce à quoi Ned lui répond que ce sera une correspondante.
Élevés dans la culture puritaine, Rod et Todd détonnent par rapport aux autres enfants de la série qui sont submergés par la culture populaire. Leurs parents ne les laissent pas être captifs par la télévision et les font régulièrement jouer à des jeux de société axés sur le christianisme depuis leur très jeune âge (Le premier mot de Lisa). Ce choc culturel avec Bart et Lisa évident lorsque Rod arrache avec dégoût un poster de Krusty dans Une crise de Ned ou qu’horrifié par la violence d’Itchy et Scratchy, il se tourne vers son père pour avoir une explication plus rassurante dans Le Foyer de la révolte.
Tout comme leur père, les deux frères cherchent généralement à être amicaux avec les Simpson, mais peuvent aussi faire preuve du même mépris, voire montrer de la crainte. Angéliques, ils tiennent à mettre en garde l’ancien président George H. W. Bush contre le méchant petit garçon que serait Bart dans Deux mauvais voisins, dont le côté garnement est très exploité dans l’épisode. Dans la Pilule qui rend sage, ils interprètent immédiatement les spasmes d’Homer causés par son intoxication au Focusyn comme étant une possession.

## Grand-mère Flanders
On ne la voit que dans un épisode flash back (Le premier mot de Lisa) lorsque Bart, vivant chez les Flanders, la croise dans la nuit. Sa tête l'effraye car il pense avoir vu un monstre. Dans l'épisode (Les enfants se battent bien), elle était la baby sitter de Bart et Lisa quand ils étaient âgées de 2 et 4 ans. Elle venait de fêter ses 100 ans. Elle est très bossue et entend très mal. Elle décède après que Bart et Lisa lui ont dit qu'ils ne connaissaient aucune prière hormis "il est né le divin Satan". À la fin de l'épisode le Dr Hibbert annonce à la famille Flanders, que grand-mère Flanders a survécu mais qu'une simple chanson peut de nouveau provoquer son décès.

## Ted Flanders
Ted est le cousin de Ned Flanders et apparait à la fin de l'épisode Mon voisin le Bob. Au début de cet épisode, Tahiti Bob vient vivre dans la maison voisine des Simpson en ce faisant passer pour une autre personne. Mais après son arrestation, pour tentative de meurtre sur Bart, c'est Ted qui vient aménager dans cette maison avec ses deux filles. Il a le même type de langage que Ned, ce qui agace Homer. C'est pour cela qu'à la fin de l'épisode, Homer crie : STOP STOP STOP !!!

## Bonnie et Connie Flanders
Bonnie et Connie sont les filles de Ted, donc les petites cousines de Ned. Elles sont âgées de 8 et 10 ans. Elles apparaissent dans l'épisode Mon voisin le Bob. Elles deviennent les voisines des Simpson.

## Les autres membres de la famille
Les parents de Ned sont des archétypes de la beat generation et ne le punissaient jamais. La famille Flanders au grand complet n'est apparue qu'une fois dans l'épisode Lisa la végétarienne. Seuls deux membres sont nommés dans cet épisode : José Flanders et Lord Thistlewick Flanders qui parlent de la même façon que Ned (quoique de mauvaise grâce pour le Flanders anglais). Dans Vive les éboueurs, on apprend qu'ils ont eu un lapin nommé M.. Bunny.
Il est sous entendu dans l'épisode Grand-Père Simpson et le trésor maudit que son père était le commandant d'Abraham Simpson et des Poissons Diables.
Sa sœur habite à Washington (district de Columbia) et est divorcée.

## La maison
Les Flanders vivent au 740 Evergreen Terrace qui est la maison située à gauche de celle des Simpson lorsque l'on regarde les maisons depuis la rue. Leur numéro de téléphone est le 636-555-8904, ils possèdent un grenier et une pièce dédiée aux Beatles (dont Ned est un grand fan). Flanders possède dans son jardin un abri anti-atomique qui est détruit par la comète Bart Simpson dans l'épisode La comète de Bart.

## Anecdotes
- Le nom des Flanders a été choisi en référence à la rue de Flandres (Flanders street) à Portland, ville natale de Matt Groening dans l'Oregon.

- Les fans des Simpson vandalisent parfois les panneaux indiquant « NE Flanders Street » (NE signifiant North-East) en ajoutant un D à NE, ce qui donne « NED Flanders Street ».